# لا شعور

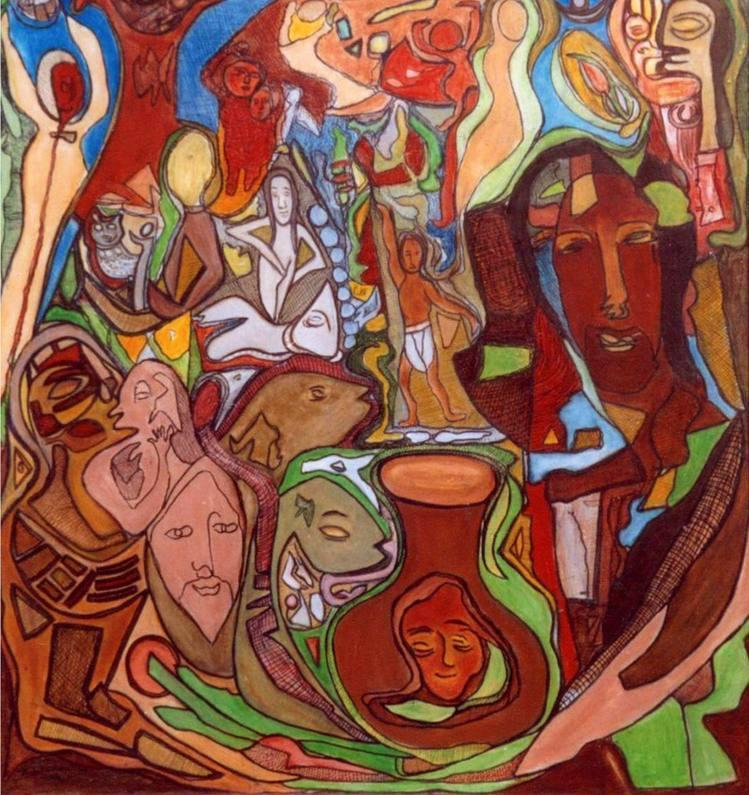

اللاشعور أو اللاوعي، حسب مدرسة التحليل النفسي عند فرويد، هو أهم منطقة سيكولوجية نستطيع بموجبها أن ندرس سلوكاتنا سواء منها السوية أو الشاذة. ومن هذا المنطلق نستطيع أن نقول بأن الشخصية في تصور فرويد بمثابة «جبل الجليد»: أي أن ما هو خفي (العقل الباطن) أضخم بكثير مما يظهر (العقل الظاهر).